# Saison 1984-1985 du Stade rennais FC
Maillots
Chronologie
Saison précédente Saison suivante
La saison 1984-1985 du Stade rennais football club débute le 11 août 1984 avec la première journée du Championnat de France de Division 2, pour se terminer le 5 juin 1985 avec une victoire en barrages synonyme de remontée immédiate en Division 1.
Le Stade rennais FC est également engagé en Coupe de France.

## Résumé de la saison
De retour au pain quotidien de la D2, le Stade rennais connaît un nouveau bouleversement après son échec de la saison précédente. Jean Vincent tire sa révérence au poste d'entraîneur et est remplacé par Pierre Mosca. Une nouvelle fois, c'est un entraîneur n'ayant jamais évolué comme joueur au Stade rennais qui en devient le principal technicien. La politique du changement s'applique bien sûr à l'effectif, Stopyra conservant sa place en D1 en partant à Toulouse, Horsmann retournant finir sa carrière en Allemagne, Brulez mettant fin à sa carrière pro, et quelques autres joueurs, dont Tischner continuant la leur dans d'autres clubs de D2. Le recrutement s'appuie lui sur l'arrivée de deux anciennes gloires nantaises, à savoir le défenseur international Patrice Rio, en fin de carrière à 36 ans, et le milieu de terrain Oscar Muller. Leur arrivée est complétée par celle de Thierry Ninot en provenance de Monaco, qui prend place dans une défense totalement remaniée où débarque également le Guingampais Gilbert Le Goff. Enfin, l'attaque enregistre le renfort de Laurent Delamontagne, frère de Patrick et surtout le retour de prêt de Mario Relmy qui vient d'être sacré meilleur buteur de D2 avec Limoges. Enfin, l'une des principales « recrues » de l'intersaison est... Pierrick Hiard. Le gardien de but cherche d'abord à quitter le club, lui qui avait consenti des efforts pour y revenir un an plus tôt, mais, malgré l'intérêt supposé du FC Porto, il restera finalement en Bretagne.
Les résultats du début de saison laissent d'abord craindre une nouvelle période de disette sportive, deux défaites face à Orléans et Mulhouse faisant descendre le SRFC en milieu de tableau. Et puis, sous l'impulsion de son buteur Relmy et d'un Farès Bousdira toujours efficace, le Stade rennais remonte, enchaîne les victoires, et se mêle à la lutte des prétendants pour la montée. À la fin des matchs aller, il pointe à la troisième place, désormais qualificative pour la phase des barrages. En effet, ces derniers opposent depuis la saison précédente les deuxièmes et troisièmes de chaque groupe sur une unique rencontre, avant que les deux vainqueurs ne s'affrontent en match aller-retour. Le dernier club alors en lice gagne le droit de se mesurer au 18e de Première division.
Trop irrégulier, le Stade rennais ne réussit pas à accrocher la première place du classement. Un mois de mars catastrophique permet au Havre et à Mulhouse de s'échapper au classement et de s'assurer les deux premières places, avant qu'une série de cinq victoires rennaises n'assure définitivement la troisième place aux « Rouge et Noir », et ce dès l'avant-dernière journée. Ceux-ci sont donc qualifiés pour les barrages, avec le désavantage de devoir se déplacer pour leur match de pré-barrage contre l'AS Saint-Étienne, deuxième du groupe B derrière l'OGC Nice. Pourtant, le match disputé à Geoffroy-Guichard est parfaitement maîtrisé par les « Rouge et Noir », qui s'imposent deux buts à zéro. Devant eux se dresse alors Mulhouse, qui a sorti sur le même score le Nîmes Olympique. Une nouvelle fois, les Rennais maîtrisent parfaitement leur affaire, l'emportant à domicile 1 - 0 avant de plier le match retour quatre jours plus tard au Stade de l'Ill, grâce notamment à un doublé de Relmy (4 - 2).
Reste la dernière marche, la plus haute sans doute. Le FC Rouen, que le Stade rennais connaît déjà bien puisque le club normand fut son bourreau quelques mois plus tôt en Coupe de France (0 - 0 puis 0 - 2). Le match aller semble confirmer les craintes d'un échec (0 - 1), d'autant que le retour se joue dans l'antre des « Diables rouges » à Robert-Diochon. Pourtant, le Stade rennais réussit à y inverser la tendance, Philippe Morin (héros des barrages, il y marquera quatre de ses sept buts de la saison) égalisant sur l'ensemble des deux rencontres. 1 - 0 à l'issue du temps réglementaire, puis de la prolongation, c'est la terrible épreuve des tirs au but qui départage les deux formations. Celle-ci débute mal pour les Rennais, Patrice Rio échouant sur Bensoussan, alors que les Rouennais convertissent leurs deux premières tentatives. Le vent tourne lorsque Larue trouve le poteau, et que Monczuk voit son tir sorti par Hiard. Morin a alors la qualification au bout du pied... mais il échoue à son tour. 3 - 3 à l'issue de la première série. Gilles Gallou, premier tireur de la deuxième, échoue à son tour sur le poteau, et c'est Robert qui a l'occasion de donner la victoire aux Rennais... mais il manque également sa tentative ! Les six tireurs suivants n'ayant pas tremblé, ce sont les deux derniers joueurs de champ qui s'avancent. Côté rouennais, c'est l'Argentin Daniel Alberto qui doit prendre ses responsabilités, mais celui-ci voit son tir repoussé par Hiard. Pour la troisième fois, le Stade rennais a la balle de match dans son camp... et Alain Doaré, vingtième tireur de la séance, réussit enfin à tromper Bensoussan, donnant victoire et montée en D1 au Stade rennais FC.

## Transferts en 1984-1985
| Nom                  | Nationalité          | Provenance/Destination |
| Arrivées             |                      |                        |
| Philippe Barraud     | France               | Formé au club          |
| Laurent Delamontagne | France               | La Bouëxière           |
| Gilbert Le Goff      | France               | En Avant de Guingamp   |
| Oscar Muller         | Argentine            | FC Nantes              |
| Thierry Ninot        | France               | AS Monaco              |
| Patrice Rio          | France               | FC Nantes              |
| Départs              |                      |                        |
| Yannick Bajeot       | France               | CS Thonon              |
| Patrick Brulez       | France               | Maure-de-Bretagne      |
| Udo Horsmann         | Allemagne de l'Ouest | FC Nuremberg           |
| Yannick Stopyra      | France               | Toulouse FC            |
| Bernard Tischner     | France               | Montpellier PSC        |
| Dominique Vésir      | France               | CS Thonon              |

## L'effectif de la saison
| Poste¹ | Nat.² | Nom                    | Naissance         | Sélection³ | Championnat | Championnat | Coupe France | Coupe France | Total Saison | Total Saison |
| Poste¹ | Nat.² | Nom                    | Naissance         | Sélection³ | M           | But inscrit | M            | But inscrit  | M            | But inscrit  |
| ------ | ----- | ---------------------- | ----------------- | ---------- | ----------- | ----------- | ------------ | ------------ | ------------ | ------------ |
| A      | FRA   | Philippe Barraud       | 23 octobre 1965   | -          | 1           | 0           | 0            | 0            | 1            | 0            |
| D      | FRA   | Moussa Bezaz           | 30 décembre 1957  | -          | 2           | 0           | 0            | 0            | 2            | 0            |
| G      | FRA   | Gilles Bourges         | 21 mai 1963       | -          | 0           | 0           | 1            | 0            | 1            | 0            |
| M      | FRA   | Farès Bousdira         | 20 septembre 1953 | A          | 35          | 11          | 5            | 1            | 40           | 12           |
| A      | FRA   | Jacky Charrier         | 2 juillet 1962    | -          | 29          | 3           | 3            | 0            | 32           | 3            |
| A      | FRA   | Laurent Delamontagne   | 9 octobre 1965    | B          | 0           | 0           | 0            | 0            | 0            | 0            |
| D      | FRA   | Alain Doaré            | 28 novembre 1963  | -          | 23          | 0           | 3            | 0            | 26           | 0            |
| G      | FRA   | Pierrick Hiard         | 27 avril 1955     | A          | 39          | 0           | 4            | 0            | 43           | 0            |
| M      | FRA   | Serge Le Dizet         | 27 juin 1964      | B          | 7           | 0           | 0            | 0            | 7            | 0            |
| D      | FRA   | Gilbert Le Goff        | 13 mai 1958       | -          | 32          | 0           | 5            | 1            | 37           | 1            |
| D      | FRA   | Dominique Marais       | 28 décembre 1955  | -          | 35          | 1           | 5            | 0            | 40           | 1            |
| A      | FRA   | Bruno Marin            | 9 octobre 1963    | -          | 9           | 0           | 2            | 0            | 11           | 0            |
| A      | POL   | Włodzimierz Mazur      | 18 avril 1954     | A          | 4           | 0           | 2            | 0            | 6            | 0            |
| A      | CMR   | Louis M'Fédé           | 26 février 1961   | A          | 35          | 4           | 5            | 0            | 40           | 4            |
| A      | FRA   | Philippe Morin         | 28 mars 1962      | -          | 36          | 7           | 4            | 0            | 40           | 7            |
| M      | ARG   | Oscar Muller           | 28 juillet 1957   | -          | 27          | 1           | 5            | 1            | 32           | 2            |
| D      | FRA   | Thierry Ninot          | 12 août 1959      | -          | 32          | 0           | 3            | 0            | 35           | 0            |
| A      | FRA   | Mario Relmy            | 7 mai 1960        | -          | 36          | 23          | 5            | 4            | 41           | 27           |
| D      | FRA   | Patrice Rio            | 15 août 1948      | A          | 37          | 3           | 4            | 0            | 41           | 3            |
| M      | FRA   | Thierry Robert         | 20 septembre 1964 | -          | 18          | 0           | 2            | 0            | 20           | 0            |
| M      | FRA   | Bernard Samson         | 12 décembre 1958  | -          | 21          | 1           | 2            | 0            | 23           | 1            |
| M      | FRA   | Christian Zajaczkowski | 16 février 1961   | -          | 31          | 3           | 4            | 0            | 35           | 3            |

- 1 : G, Gardien de but ; D, Défenseur ; M, Milieu de terrain ; A, Attaquant
- 2 : Nationalité sportive, certains joueurs possédant une double-nationalité
- 3 : sélection la plus élevée obtenue

## Équipe-type
Il s'agit de la formation la plus courante rencontrée en championnat.

## Les rencontres de la saison

### Liste
| Match | Date          | Compétition           | Tour                 | Adversaire             | Lieu ¹ | Score     | Class.    | Buteurs pour le Stade rennais      |
| ----- | ------------- | --------------------- | -------------------- | ---------------------- | ------ | --------- | --------- | ---------------------------------- |
| 1     | 11 août       | Division 2 - Groupe A | 1                    | Amiens                 | E      | 2-0       | 3         | Morin M'Fédé                       |
| 2     | 18 août       | Division 2 - Groupe A | 2                    | Orléans                | D      | 0–1       | 9         |                                    |
| 3     | 25 août       | Division 2 - Groupe A | 3                    | Mulhouse               | E      | 2-4       | 10        | Bousdira                           |
| 4     | 1er septembre | Division 2 - Groupe A | 4                    | Valenciennes FC        | D      | 1–1       | 11        | Bousdira                           |
| 5     | 7 septembre   | Division 2 - Groupe A | 5                    | Quimper                | E      | 3–0       | 9         | Zajaczkowski M'Fédé Creignou (csc) |
| 6     | 15 septembre  | Division 2 - Groupe A | 6                    | Dunkerque              | D      | 1-0       | 7         | Muller                             |
| 7     | 22 septembre  | Division 2 - Groupe A | 7                    | Guingamp               | E      | 3-0       | 5         | Relmy Jouan (csc)                  |
| 8     | 28 septembre  | Division 2 - Groupe A | 8                    | Red Star               | D      | 2–0       | 3         | Morin Relmy                        |
| 9     | 6 octobre     | Division 2 - Groupe A | 9                    | Abbeville              | E      | 0–1       | 5         |                                    |
| 10    | 12 octobre    | Division 2 - Groupe A | 10                   | Besançon               | D      | 2–0       | 5         | Rio Relmy                          |
| 11    | 20 octobre    | Division 2 - Groupe A | 11                   | Stade français         | E      | 1–0       | 3         | Relmy                              |
| 12    | 27 octobre    | Division 2 - Groupe A | 12                   | Caen                   | D      | 3-1       | 2         | Relmy Bousdira                     |
| 13    | 3 novembre    | Division 2 - Groupe A | 13                   | Le Havre               | E      | 0-1       | 3         |                                    |
| 14    | 10 novembre   | Division 2 - Groupe A | 14                   | Angers                 | D      | 2–0       | 3         | Zajaczkowski Relmy                 |
| 15    | 16 novembre   | Division 2 - Groupe A | 15                   | Reims                  | E      | 1-1       | 4         | Bousdira                           |
| 16    | 24 novembre   | Division 2 - Groupe A | 16                   | Sedan                  | E      | 2-1       | 4         | Bousdira                           |
| 17    | 1er décembre  | Division 2 - Groupe A | 17                   | Châteauroux            | D      | 2-0       | 3         | Rio Relmy                          |
| 18    | 7 décembre    | Division 2 - Groupe A | 18                   | Mulhouse               | D      | 0–0       | 3         |                                    |
| 19    | 14 décembre   | Division 2 - Groupe A | 19                   | Orléans                | E      | 0–0       | 3         |                                    |
| 20    | 23 décembre   | Coupe de France       | 7e tour              | Douarnenez (Ligue)     | E      | 4-1       | 4-1       | Le Goff Relmy                      |
| 21    | 13 janvier    | Coupe de France       | 8e tour              | Lisieux (D3)           | E      | 1-0       | 1-0       | Muller                             |
| 22    | 26 janvier    | Division 2 - Groupe A | 20                   | Quimper                | D      | 5–1       | 3         | Relmy Charrier                     |
| 23    | 2 février     | Division 2 - Groupe A | 21                   | Dunkerque              | E      | 2-0       | 2         | Morin Charrier                     |
| 24    | 10 février    | Coupe de France       | 1/32 finale          | AEPBR La Roche-sur-Yon | N      | 2-0       | 2-0       | Bousdira Relmy                     |
| 25    | 23 février    | Division 2 - Groupe A | 22                   | Red Star               | E      | 0–1       | 3         |                                    |
| 26    | 2 mars        | Division 2 - Groupe A | 23                   | Abbeville              | D      | 3–2       | 3         | Relmy M'Fédé Bousdira              |
| 27    | 8 mars        | Coupe de France       | 1/16 finale aller    | Rouen (D1)             | D      | 0-0       | 0-0       |                                    |
| 28    | 12 mars       | Coupe de France       | 1/16 finale retour   | Rouen (D1)             | E      | 0-2       | 0-2       |                                    |
| 29    | 16 mars       | Division 2 - Groupe A | 24                   | Besançon               | E      | 1-1       | 3         | Relmy                              |
| 30    | 22 mars       | Division 2 - Groupe A | 25                   | Stade français         | D      | 0–2       | 3         |                                    |
| 31    | 26 mars       | Division 2 - Groupe A | 26                   | Valenciennes FC        | E      | 0-1       | 3         |                                    |
| 32    | 30 mars       | Division 2 - Groupe A | 27                   | Caen                   | E      | 1–2       | 3         | Relmy                              |
| 33    | 5 avril       | Division 2 - Groupe A | 28                   | Le Havre               | D      | 1-0       | 3         | Charrier                           |
| 34    | 9 avril       | Division 2 - Groupe A | 29                   | Guingamp               | D      | 1–0       | 3         | Relmy                              |
| 35    | 12 avril      | Division 2 - Groupe A | 30                   | Angers                 | E      | 1-0       | 3         | Marais                             |
| 36    | 20 avril      | Division 2 - Groupe A | 31                   | Reims                  | D      | 2–0       | 3         | Rio Bousdira                       |
| 37    | 27 avril      | Division 2 - Groupe A | 32                   | Sedan                  | D      | 5–0       | 3         | Zajaczkowski Relmy Bousdira        |
| 38    | 4 mai         | Division 2 - Groupe A | 33                   | Châtearoux             | E      | 0–0       | 3         |                                    |
| 39    | 11 mai        | Division 2 - Groupe A | 34                   | Amiens                 | D      | 2–0       | 3         | Relmy M'Fédé                       |
| 40    | 17 mai        | Pré-Barrage D2        | Pré-Barrage D2       | Saint-Étienne          | E      | 2–0       | 2–0       | Bousdira Morin                     |
| 41    | 24 mai        | Barrage D2 aller      | Barrage D2 aller     | Mulhouse               | D      | 1–0       | 1–0       | Morin                              |
| 42    | 28 mai        | Barrage D2 retour     | Barrage D2 retour    | Mulhouse               | E      | 4–2       | 4–2       | Relmy Samson Morin                 |
| 43    | 1er juin      | Barrage D1-D2 aller   | Barrage D1-D2 aller  | Rouen (D1)             | D      | 0–1       | 0–1       |                                    |
| 44    | 5 juin        | Barrage D1-D2 retour  | Barrage D1-D2 retour | Rouen (D1)             | E      | 1–0 a.p.² | 1–0 a.p.² | Morin                              |

- 1 N : terrain neutre ; D : à domicile ; E : à l'extérieur ; drapeau : pays du lieu du match international
- 2 7 - 6 aux tirs au but

## Bilan des compétitions
| Compétition     | Vainqueur final | Débute au tour | Place ou tour final | Première rencontre | Dernière rencontre | Nombre |
| --------------- | --------------- | -------------- | ------------------- | ------------------ | ------------------ | ------ |
| Division 2      | Le Havre AC     | 1re journée    | 3e du Groupe A      | 11 août 1984       | 5 juin 1985        | 39     |
| Coupe de France | AS Monaco       | 7e tour        | 1/16 de finale      | 23 décembre 1984   | 12 mars 1985       | 5      |

### Division 2 - Groupe A

#### Classement
| Rang | Équipe       | Pts | J  | G  | N  | P | Bp | Bc | Diff |
| ---- | ------------ | --- | -- | -- | -- | - | -- | -- | ---- |
| 1    | Le Havre     | 52  | 34 | 24 | 4  | 6 | 69 | 20 | +49  |
| 2    | Mulhouse     | 50  | 34 | 22 | 6  | 6 | 62 | 25 | +37  |
| 3    | Rennes       | 46  | 34 | 20 | 6  | 8 | 51 | 21 | +30  |
| 4    | Orléans      | 43  | 34 | 15 | 13 | 6 | 34 | 19 | +15  |
| 5    | Guingamp     | 42  | 34 | 17 | 8  | 9 | 47 | 33 | +14  |
| 6    | Valenciennes | 40  | 34 | 15 | 10 | 9 | 46 | 36 | +10  |

- 1 : Promu en Division 1
- 2 et 3 : Barragiste avec le 3e du Groupe B

#### Résultats
| Total  | Total  | Total | Total | Total | Total | Total | Total | Domicile | Domicile | Domicile | Domicile | Domicile | Domicile | Extérieur | Extérieur | Extérieur | Extérieur | Extérieur | Extérieur |
| Matchs | Points | V     | N     | D     | BP    | BC    | Diff. | V        | N        | D        | BP       | BC       | Diff.    | V         | N         | D         | BP        | BC        | Diff.     |
| ------ | ------ | ----- | ----- | ----- | ----- | ----- | ----- | -------- | -------- | -------- | -------- | -------- | -------- | --------- | --------- | --------- | --------- | --------- | --------- |
| 34     | 46     | 20    | 6     | 8     | 51    | 21    | +30   | 13       | 2        | 2        | 32       | 8        | +24      | 7         | 4         | 6         | 19        | 13        | +6        |

#### Résultats par journée
| Journée   | 01 | 02 | 03 | 04 | 05 | 06 | 07 | 08 | 09 | 10 | 11 | 12 | 13 | 14 | 15 | 16 | 17 | 18 | 19 | 20 | 21 | 22 | 23 | 24 | 25 | 26 | 27 | 28 | 29 | 30 | 31 | 32 | 33 | 34 |
| --------- | -- | -- | -- | -- | -- | -- | -- | -- | -- | -- | -- | -- | -- | -- | -- | -- | -- | -- | -- | -- | -- | -- | -- | -- | -- | -- | -- | -- | -- | -- | -- | -- | -- | -- |
| Terrain   | E  | D  | E  | D  | E  | D  | E  | D  | E  | D  | E  | D  | E  | D  | E  | E  | D  | D  | E  | D  | E  | E  | D  | E  | D  | E  | E  | D  | D  | E  | D  | D  | E  | D  |
| Résultats | V  | D  | D  | N  | V  | V  | V  | V  | D  | V  | V  | V  | D  | V  | N  | V  | V  | N  | N  | V  | V  | D  | V  | N  | D  | D  | D  | V  | V  | V  | V  | V  | N  | V  |
| Points    | 2  | 2  | 2  | 3  | 5  | 7  | 9  | 11 | 11 | 13 | 15 | 17 | 17 | 19 | 20 | 22 | 24 | 25 | 26 | 28 | 30 | 30 | 32 | 33 | 33 | 33 | 33 | 35 | 37 | 39 | 41 | 43 | 44 | 46 |
| Place     | 3  | 9  | 10 | 11 | 9  | 7  | 5  | 3  | 5  | 5  | 3  | 2  | 3  | 3  | 4  | 4  | 3  | 3  | 3  | 3  | 2  | 3  | 3  | 3  | 3  | 3  | 3  | 3  | 3  | 3  | 3  | 3  | 3  | 3  |

Source : Liste des rencontres

Terrain : D = Domicile ; E = Extérieur. Résultat: D = Défaite ; N = Nul ; V = Victoire.